# 918

## Събития
Свикване на държавен събор.